# Scopula negataria
Scopula negataria är en fjärilsart som beskrevs av Walker 1861. Scopula negataria ingår i släktet Scopula och familjen mätare. Inga underarter finns listade.